# إجهاد (ميكانيكا)
الإجهاد في الميكانيكا {\displaystyle \sigma } هو كثافة القوة في نقطة ما.
{\displaystyle \sigma =\lim _{{\partial }A\rightarrow 0}{\frac {{\partial }F}{{\partial }A}}}
إذا كانت حالة الإجهاد نفسها في كامل الجسم يعرف بأنه قياس لمتوسط كمية القوة المطبقة على وحدة المساحة.
{\displaystyle \ \sigma =F/A}
حيث:
{\displaystyle \ \sigma } متوسط الإجهاد أو يسمى أيضًا الإجهاد الاسمي أو الإجهاد الهندسي.
{\displaystyle \ F} القوة المؤثرة على المساحة {\displaystyle \ A}.
وهو قياس لكثافة القوى الداخلية الكلية العاملة داخل جسم ما عبر مساحة المقطع العرضي التخيلي، كرد فعل على القوى الخارجية المطبقة وقوى الجسم (تأثير الجاذبية الأرضية تعتبر قوة جسم). قام بتعريفه في نظرية المرونة من قبل أوغستين لوي كوشي، في عام 1822. الإجهاد هو مفهوم يعتمد على مبدأ ميكانيكا الأوساط المتصلة.
إن واحدة الإجهاد في النظام الدولي للواحدات هي الباسكال، ويرمز لها بـ (Pa)، وهي اسم مختزل لنيوتن واحد (قوة) في المتر المربع (واحدة المساحة). وهي نفسها واحدة الضغط، والذي يقاس أيضًا بالقوة في واحدة المساحة. تقاس الكميات الهندسية عادة بالميغا باسكال (MPa)، أو الجيغا باسكال (GPa). يعبر عن الإجهاد في الواحدة البريطانية بالباوند ثقلي في البوصة المربعة (psi)، أو الكيلو باوند في البوصة المربعة (ksi).
في الإجهاد العمودي (الشد أو الضغط) تكون القوة عمودية على السطح الذي تؤثر عليه القوة. في إجهاد القص، تكون القوة موازية للسطح الذي تؤثر عليه.
وكما القوى، لا يمكن قياس الإجهاد مباشرة، ولكن يمكن حسابه من قياسات الانفعال، ومعرفة خواص المرونة للمادة. يوجد أجهزة تقيس الإجهاد على نحو غير مباشر مثل مقياس الانفعال، ومقياس الانضغاطية (piezoresistor).

## اقرأ أيضًا
- إجهاد الانحناء
- مرونة خطية
- إجهاد متبقي
- تصلد انفعالي
- انفعال (علم المواد)
- تحليل الاجهادات
- إجهاد الخضوع
- رصد التشوه

## ثبت المراجع
1. ↑  مذكور في: SI Brochure (9th edition): Concise summary. لغة العمل أو لغة الاسم: الإنجليزية. تاريخ النشر: 2019.
2. ↑  F. HOSFORD، WILLIAM (2005). Mechanical Behavior of Materials. New York: Cambridge University Press. {{استشهاد بكتاب}}: النص "page.2" تم تجاهله (مساعدة)